# Estilo de Zakopane

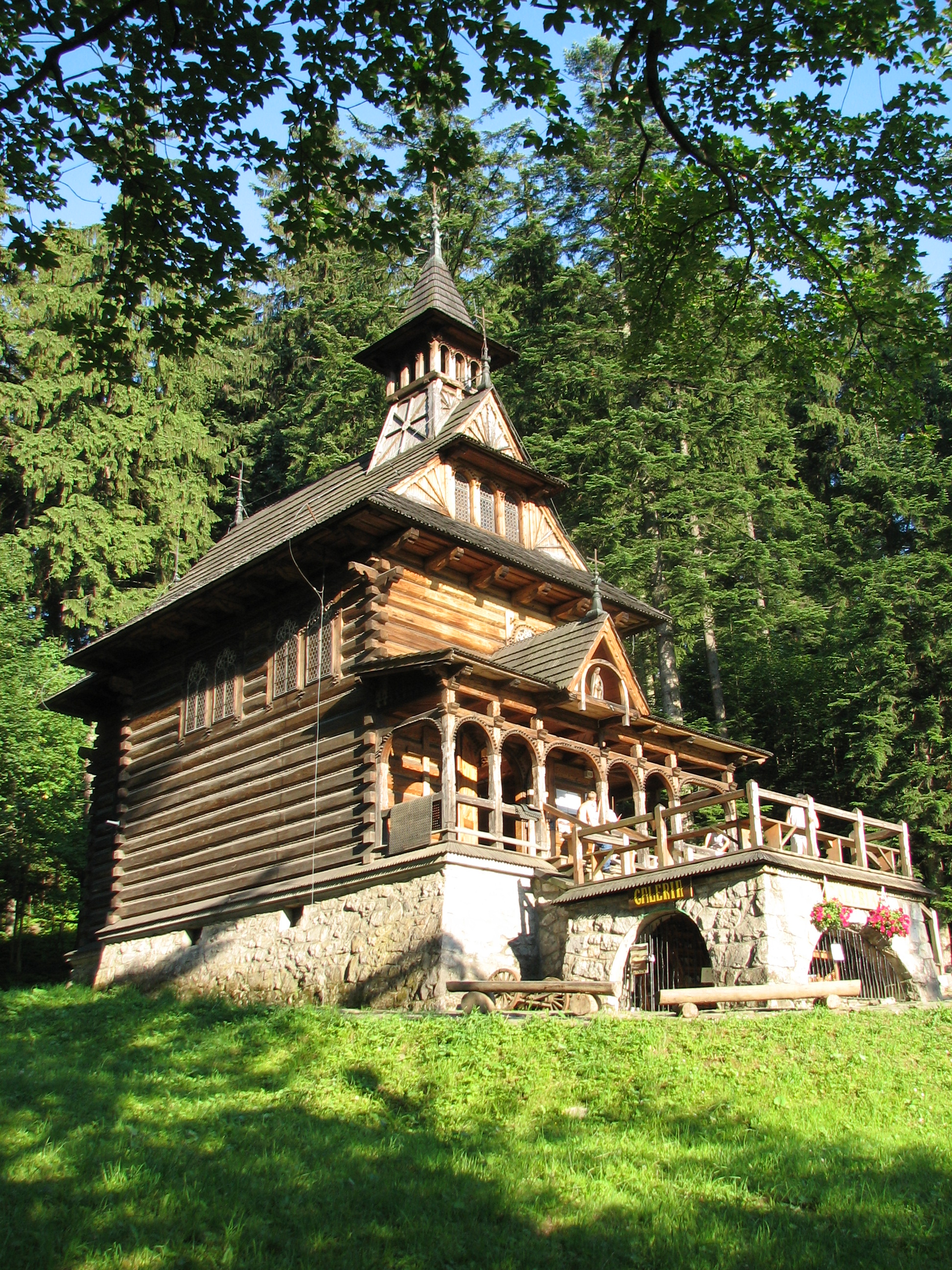
La capilla Jaszczurówka de Zakopane.

El estilo de Zakopane o estilo Witkiewicz es un estilo artístico, visible principalmente en la arquitectura, pero también en el mobiliario y objetos relacionados, inspirado en el arte tradicional de la región montañosa de Polonia conocida como Podhale. Basándose en los motivos y tradiciones presentes en la arquitectura vernácula de los Cárpatos, esta síntesis estilística fue creada por Stanisław Witkiewicz, que nació en el pueblo lituano de Pašiaušė, y actualmente es considerada una de las tradiciones más importantes de los górales.

## Desarrollo
A medida que la región de Podhale se desarrollaba como zona turística a mediados del siglo xix, la población de Zakopane empezó a aumentar. Los nuevos edificios necesarios para albergar a estos nuevos habitantes acomodados se construyeron en el estilo de los chalets suizos y posteriormente austrohúngaros.
A finales del siglo, Stanisław Witkiewicz, un arquitecto, pintor, novelista, periodista y crítico de arte, recibió el encargo de diseñar una villa para Zygmunt Gnatowski. En su proyecto, Witkiewicz decidió no utilizar estos estilos arquitectónicos extranjeros y usar en su lugar las tradiciones locales de los górales nativos de Podhale. Basándose en la arquitectura vernácula de los Cárpatos, Witkiewicz usó como modelo las casas modestas pero ricamente decoradas de los pueblos górales como Chochołów, que enriqueció incorporando algunos elementos del estilo modernista, dando así origen al «estilo de Zakopane». Este edificio, conocido como la Villa Koliba, fue construido entre 1892 y 1894, y se conserva en la actualidad en la calle Koscieliska de Zakopane.

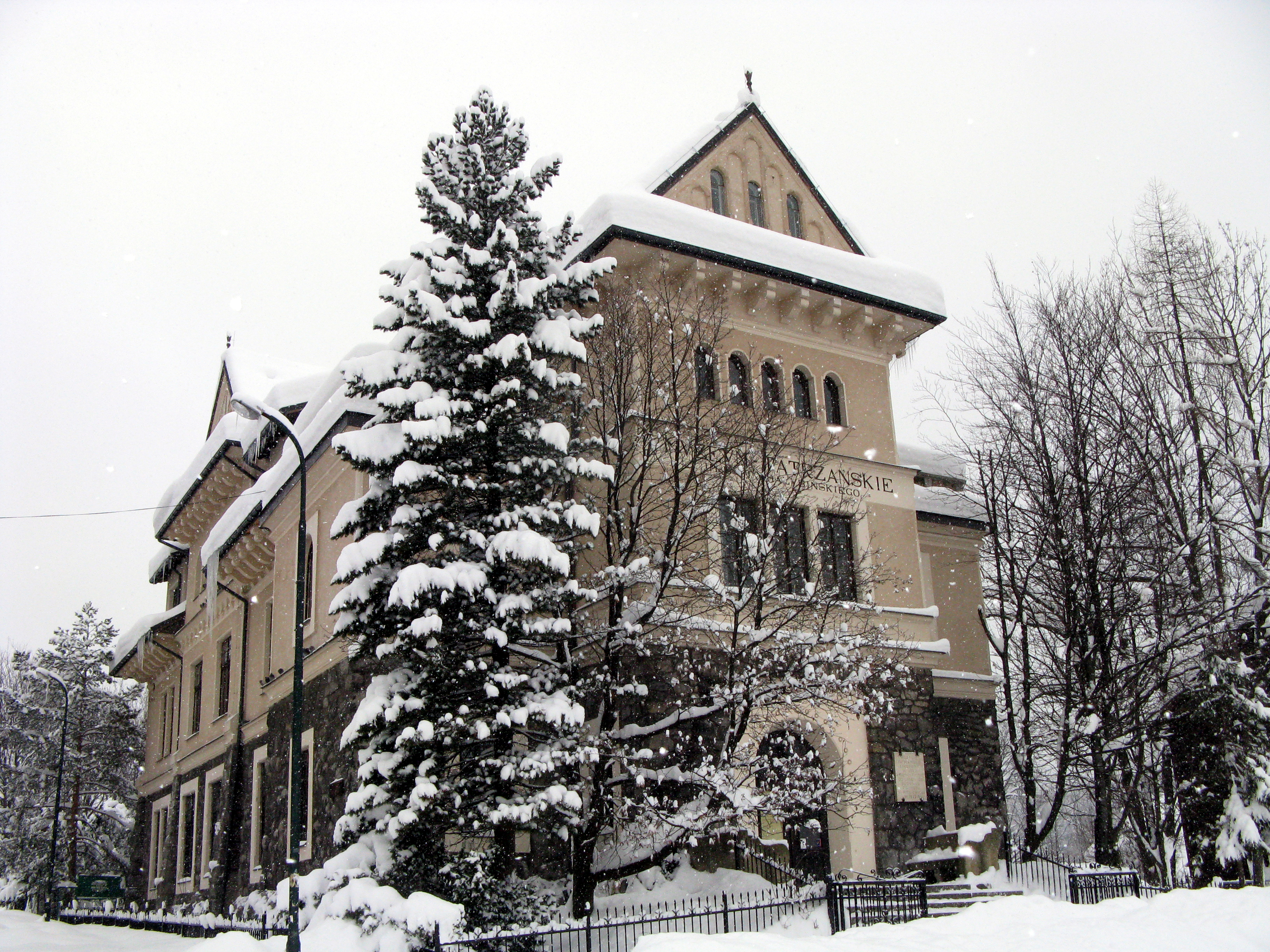
El Museo Tatra.

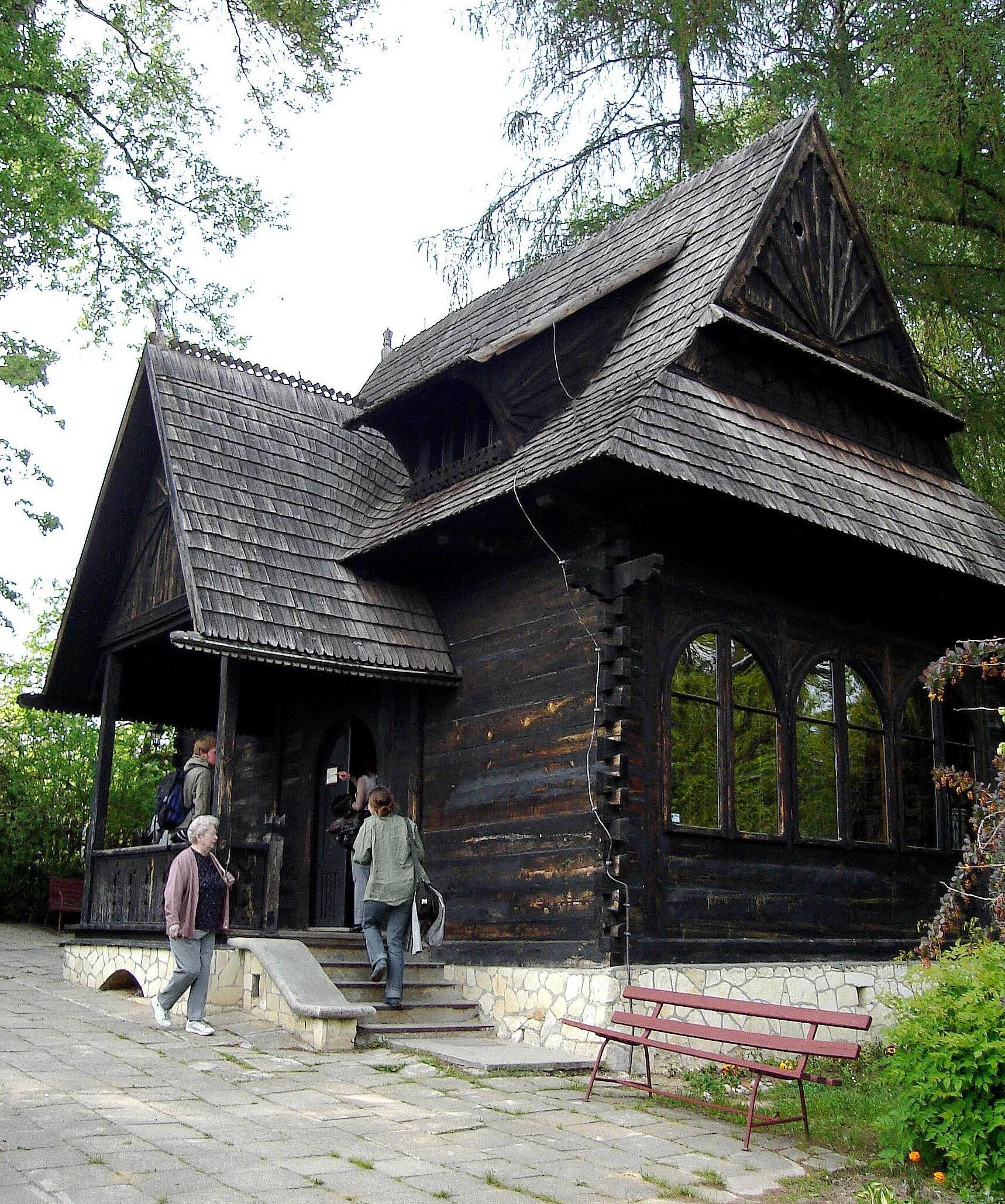
La Chata de Żeromski en Nałęczów.

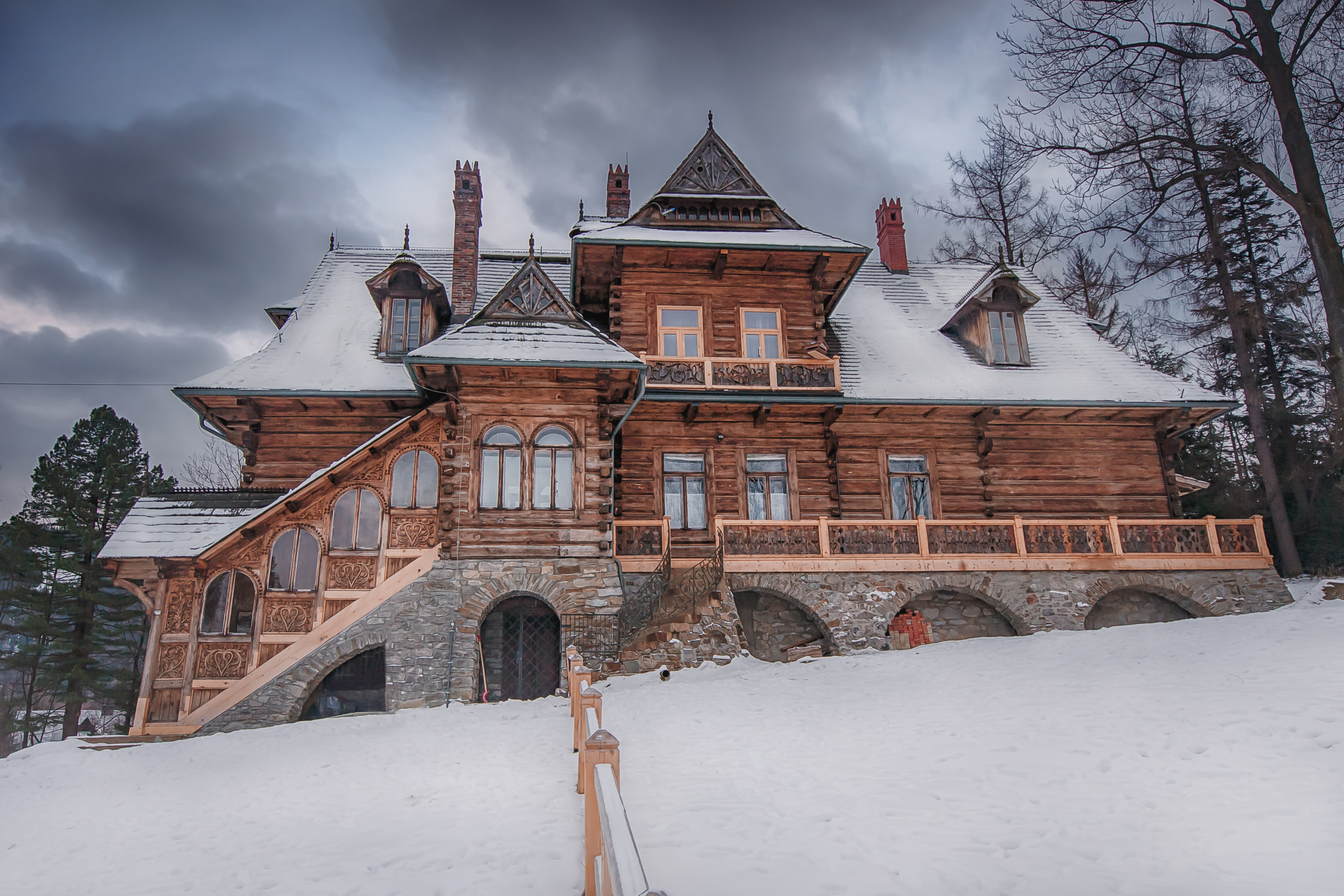
La Villa pod Jedlami de Stanisław Witkiewicz.

Witkiewicz diseñó varios otros edificios originales en Zakopane, incluida la Villa pod Jedlami en el distrito de Koziniec, la capilla del distrito de Jaszczurowka, la Villa Oksza en la calle Zamojski, el edificio del Museo Tatra, la capilla de san Juan Bautista en la parroquia de la iglesia de la Sagrada Familia en la calle Krupówki y la capilla de la familia Korniłowicz en el distrito de Bystre.
El propio Stanisław Witkiewicz se expresó así sobre la idea del estilo de Zakopane:

La idea no era construir una casa típica bonita más. El objetivo era algo totalmente distinto: construir una casa que disipara todas las dudas existentes sobre la posibilidad de adaptar la arquitectura vernácula a los requisitos procedentes de las necesidades más sofisticadas de comodidad y belleza. Diseñar una casa que resistiera todos los agravios comunes y socavara todos los prejuicios habituales. Erigir una casa que demostrara que uno puede tener una casa en el estilo dominante de Zakopane y a la vez tener confianza en que esta casa no se desintegrará, que le protegerá a uno de las tormentas, de los vendavales y del frío, que poseerá una gama completa de comodidades y simultáneamente que sea bonita de una manera fundamentalmente polaca.

El estilo de Zakopane pronto encontró partidarios entre otros arquitectos prominentes, como Jan Witkiewicz-Koszyc, Władysław Matlakowski y Walery Eljasz-Radzikowski.

## Fuera de las montañas polacas
El estilo de Zakopane también ganó popularidad fuera de las montañas polacas. En la zona de Varsovia, se realizaron varios intentos para adaptar este estilo a la construcción en ladrillo. Entre los ejemplos se encuentra una serie de estaciones de tren diseñadas por Czeslaw Domaniewski y un petit hôtel situado en el 30 de la calle Chmielna, en el centro de Varsovia. En 1900, el joven arquitecto de Cracovia Franciszek Mączyński ganó un concurso de arquitectura internacional organizado por la revista parisina Moniteur des Architectes con un diseño de una villa en el estilo de Zakopane. También cabe mencionar la Chata construida para el escritor Stefan Żeromski en Nałęczów, una serie de villas en Wisła, Konstancin y Anin y un edificio de apartamentos de ladrillo de Lodz diseñado por Jan Starowicz y apodado «debajo de los górales», así como la estación de trenes de Saldutiškis (Lituania).
Además, la diáspora góral ha incorporado las normas y diseños del estilo de Zakopane en las casas, capillas y demás edificios que sirven a su comunidad, como la sede de la Alianza de Montañeses Polacos de América del Norte en Chicago o la capilla del campamento juvenil de la Alianza Nacional Polaca en Yorkville (Illinois). En la ciudad de Oberá (provincia de Misiones, Argentina) se encuentra el Parque de las Naciones (sede de la Fiesta Nacional del Inmigrante), donde la colectividad polaca construyó su casa típica en el estilo de Zakopane.

## En la actualidad
El estilo de Zakopane dominó la arquitectura de la región de Podhale durante muchos años. Aunque habitualmente se considera que la fecha límite de los edificios diseñados en el estilo de Zakopane es 1914, se han seguido construyendo nuevas pensiones, villas y casas de montañeses siguiendo el modelo arquitectónico ideado por Witkiewicz hasta la actualidad. El Museo del Estilo de Zakopane, situado en la Villa Koliba, proporciona a los visitantes información sobre este estilo.